# أوتافيانو
أوتافيانو، (بالإنجليزية: Ottaviano)، هي بلدية في مدينة نابولي متروبوليتان في منطقة كامبانيا الإيطالية، وتقع على بعد حوالي 20 كم (12 ميل) شرق نابولي، وتقع في منطقة فيزوفيان. كان أوتافيانو في العصر الروماني قرية صغيرة من المنازل في منطقة شاسعة تابعة لعائلة أوكتافيا، عائلة أوغسطس.

## السكان
في سنة 1861 بلغ عدد السكان 7٬729 نسمة، وتطور العدد ليصل في سنة 2011 لـ 23٬543 نسمة.
يظهر هذا المخطط البياني تطور النمو السكاني لـ أوتافيانو

## أعلام
- ألفريدو بيفولكو
- جيوسيبي سانينو
- جوسيبي بانيكو